# Journal of Historical Review
Journal of Historical Review é um "jornal" que publica "artigos" que atacam a precisão de vários fatos sobre o Holocausto. Este "jornal" é publicado pelo Institute for Historical Review, e seu único objetivo é fazer o Holocausto parecer um exagero de historiadores tendenciosos. Eles não pretendem chegar a dados históricos acurados, mas apenas ridicularizar os pontos que eles questionam.
O jornal foi fundado pelo neo-nazista Willis Carto, como seu principal instrumento para negar o Holocausto.